# Región de las Sierras Centrales
La Región de las Sierras Centrales es una subregión turística de la provincia de Misiones, Argentina. 
Abarca el departamento Guaraní, el departamento Veinticinco de Mayo, el departamento Cainguás, el departamento Oberá y el departamento Leandro N. Alem.

## Lugares de interés
- Salto Orquídeas - 20 de septiembre
- Salto Golondrina - 2 de mayo
- Salto Encantado - Aristóbulo del Valle
- Salto Alegre - Aristóbulo del Valle
- Museo de vehículos "Pedro Faryluk" - Leandro N. Alem
- Salto Bayo Troncho - Campo Ramón
- Salto La Cascada - Campo Ramón
- Salto Teodoro Cuenca - Campo Ramón
- Salto Chapá I y Salto Chapá II - Colonia Alberdi
- Salto Carlitos - Dos Arroyos
- Salto Del Pardo - El Soberbio
- Salto Primavera - El Soberbio
- Salto Kinas - Gobernador López
- Salto Pepe - Gobernador López
- Salto Krysiuk - Guaraní
- Salto Samambaia I (Bielakowicz) - Guaraní
- Salto Samambaia II - Guaraní
- Salto Zocalski - Guaraní
- Salto Sak - Guaraní
- Museo de Esculturas en Madera "Fabriciano Gómez y Humberto Gómez Lollo" - Leandro N. Alem
- Salto La Amistad (Leandro N. Alem, en Colonia Oasis)
- Parque de las Naciones- Oberá
- Jardín de los Pájaros - Oberá
- Salto Berrondo - Oberá
- Salto Sokalski - Oberá
- Salto Urú I y Urú II - Oberá
- Salto Urú III - Panambí
- Salto Don Carlos Züsser - Oberá
- Salto Bicudo - Oberá
- Salto Aníbal - Oberá
- Salto Dos Hermanos - Entre el límite de los municipios de General Alvear y Colonia Alberdi
- Salto Tobogán - Entre el límite de los municipios de General Alvear y Colonia Alberdi
- Museo de Ciencias Naturales de Oberá - Oberá
- Museo de la Municipalidad de Oberá - Oberá
- Salto Paca - Panambí
- Salto Estrecho - Panambí
- Saltos del Moconá- San Pedro
- Salto Arco Iris San Vicente
- Salto Bella Vista San Vicente
- Salto El Chorro - San Vicente
- Salto Fracrán - San Vicente
- Salto Maynó - San Vicente
- Salto Rosa Mística - San Vicente
- Salto Siete Pisos - San Vicente
- Salto Tarumá - San Vicente